# 99 Herculis
99 Herculis (99 Her / b Herculis) es una estrella binaria en la constelación de Hércules de magnitud aparente +5,07.
Se encuentra a 51 años luz de distancia del sistema solar.
La estrella primaria de 99 Herculis es una estrella blanco-amarilla de tipo espectral F7V.
Tiene una temperatura efectiva de 5918 - 5928 K y una luminosidad ligeramente por encima del doble de la luminosidad solar.
Con un radio aproximadamente un 10% más grande que el del Sol, su período de rotación es de 9 días.
Su masa es un 2% menor que la del Sol.
Tiene una metalicidad sensiblemente inferior a la solar, siendo el contenido relativo de hierro igual al 28% del observado en el Sol ([Fe/H] = -0,55). Esta misma tendencia se observa en el contenido de elementos como sodio, magnesio, aluminio y níquel.
Al igual que el Sol, es una estrella del disco fino, cuya edad estimada es de 6700 - 6800 millones de años.
La estrella secundaria, mucho menos estudiada, es una enana naranja de tipo K4V.
De magnitud aparente +8,9, su radio es igual al 74% del radio solar.
Su período orbital es de 56,40 años y la excentricidad de la órbita ε es igual a 0,75.